# Epimecia ustula
Epimecia ustula là một loài bướm đêm trong họ Noctuidae.